# Media Guinea

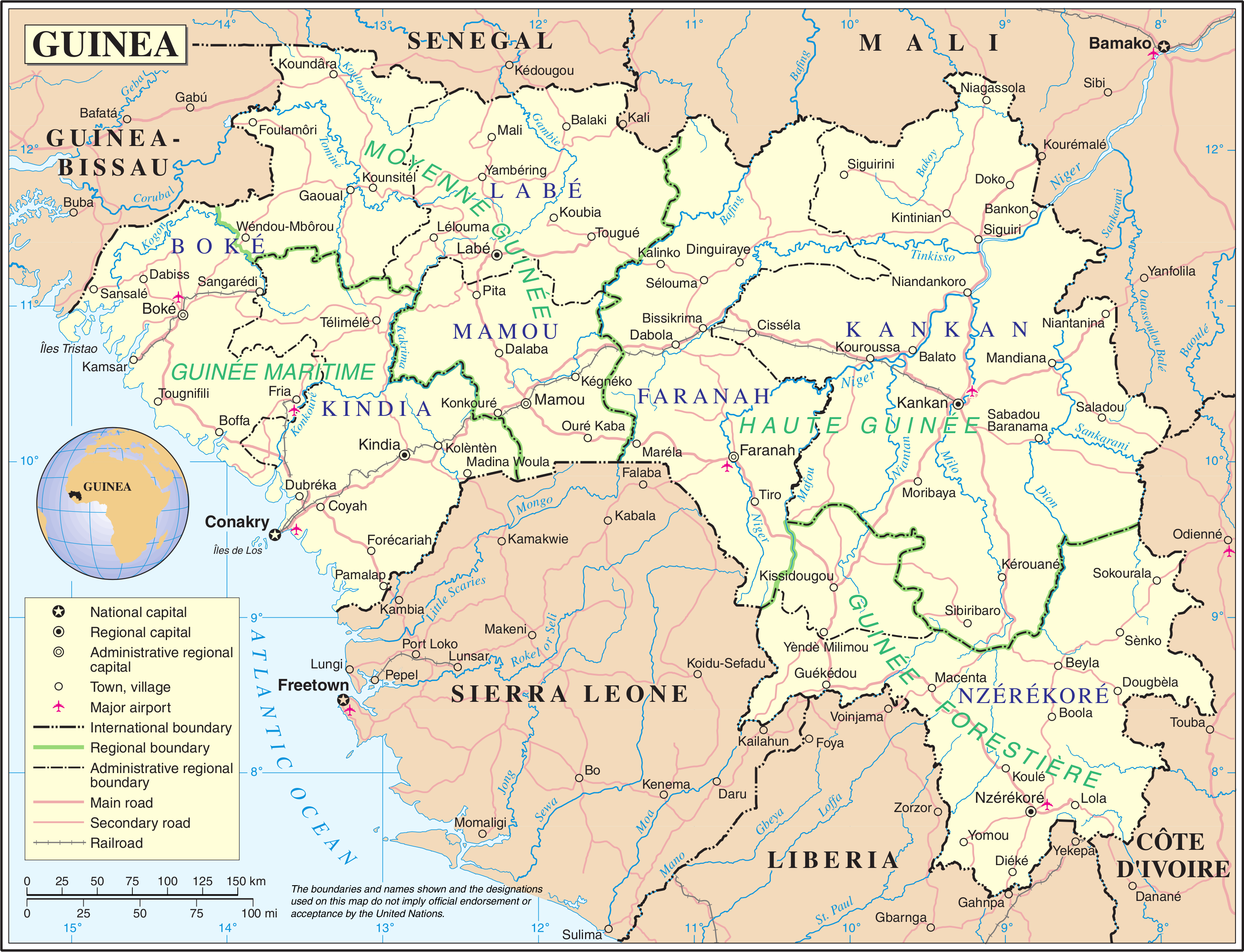
Le regioni naturali della Guinea: marittima, media, alta e forestale.

La Media Guinea (in francese Moyenne-Guinée) è la regione centrale della Guinea, corrispondente grosso modo alla regione dell'altopiano noto come Fouta Djalon (in francese Fouta Djallon; in fula Fuuta Jaloo).
Confina con la Guinea marittima, nota anche come Bassa Guinea, a ovest, con la Guinea-Bissau a nord-ovest, con il Senegal a nord, con l'Alta Guinea a est e con la Sierra Leone a sud.